# Pavlovce (Rimavská Sobota)
Pavlovce, ungarisch Pálfalva (bis 1927 slowakisch auch „Pavlova Ves“; ungarisch auch Pálfala oder Rimapálfala) ist eine Gemeinde in der südlichen Mittelslowakei mit 422 Einwohnern (Stand 31. Dezember 2024), die im Okres Rimavská Sobota, einem Kreis des Banskobystrický kraj, liegt und zur traditionellen Landschaft Gemer gehört.

## Geographie
Die Gemeinde befindet sich inmitten des Talkessels Rimavská kotlina (Teil der größeren Einheit Juhoslovenská kotlina), auf linksseitiger Flurterrasse der Rimava. Das Ortszentrum liegt auf einer Höhe von 195 m n.m. und ist acht Kilometer von Rimavská Sobota entfernt.
Nachbargemeinden sind Rimavské Janovce im Westen und Norden, Belín im Nordosten, Sútor im Osten, Bottovo im Südosten und Jesenské im Süden.

## Geschichte

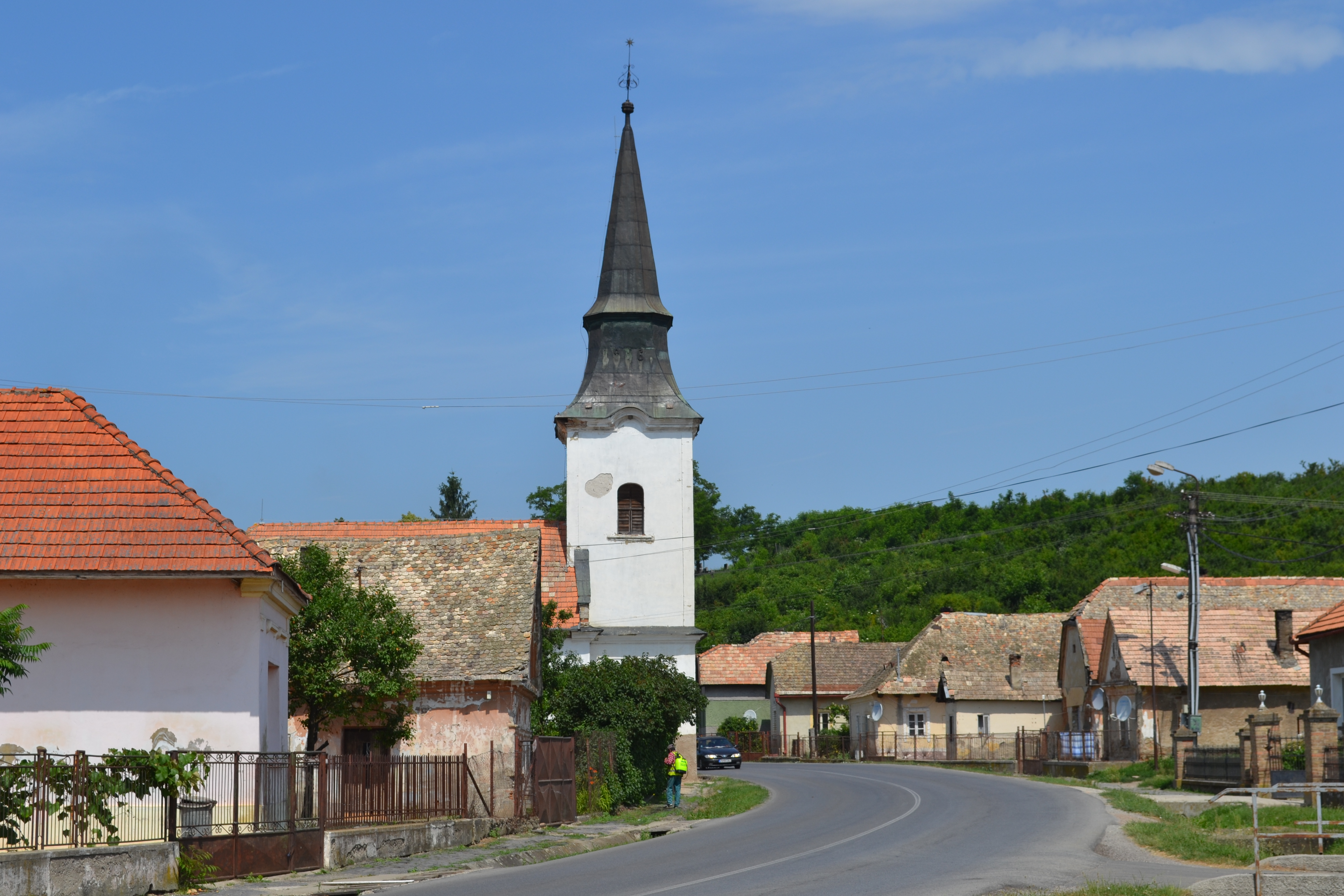
Reformierte Kirche und Hauptstraße

Pavlovce wurde zum ersten Mal 1431 als Palfalwa schriftlich erwähnt, weitere historische Bezeichnungen sind Pawlowcza (1773) und Pawlowa Wes (1786). Der Ort entstand durch Abspaltung aus der Gemeinde Rimavské Janovce und war damals Besitz des Geschlechts Jánosy, die hier 17 Porta besaßen. 1556 wurde Pavlovce von den Türken angegriffen und war danach bis 1683 gegenüber dem Osmanischen Reich tributpflichtig. Im letztgenannten Jahr verwüstete polnische Truppen den Ort derartig, dass das Gebiet bis 1730 verödet war. 1773 wohnten hier 17 leibeigene Bauern- und vier Untermieterfamilien, 1828 zählte man 41 Häuser und 345 Einwohner, die als Landwirte beschäftigt waren.
Bis 1918/19 gehörte der im Komitat Gemer und Kleinhont liegende Ort zum Königreich Ungarn und kam danach zur Tschechoslowakei beziehungsweise heute Slowakei. Auf Grund des Ersten Wiener Schiedsspruchs lag er von 1938 bis 1944 noch einmal in Ungarn.

## Bevölkerung
| Jahr                | 1994 | 2004     | 2014     | 2024    |
| ------------------- | ---- | -------- | -------- | ------- |
| Anzahl der Personen | 315  | 347      | 395      | 422     |
| Unterschied         |      | +10,15 % | +13,83 % | +6,83 % |

| Jahr                | 2023 | 2024    |
| ------------------- | ---- | ------- |
| Anzahl der Personen | 427  | 422     |
| Unterschied         |      | −1,17 % |

Gemäß der Volkszählung 2011 wohnten in Pavlovce 379 Einwohner, davon 293 Magyaren, 48 Slowaken und 26 Roma. 12 Einwohner machten keine Angabe zur Ethnie.
270 Einwohner bekannten sich zur römisch-katholischen Kirche, 40 Einwohner zur reformierten Kirche, 10 Einwohner zu den Christlichen Gemeinden, sieben Einwohner zur Evangelischen Kirche A. B. und ein Einwohner zu den Zeugen Jehovas. Ein Einwohner bekannte sich zu einer anderen Konfession, neun Einwohner waren konfessionslos und bei 41 Einwohnern wurde die Konfession nicht ermittelt.

## Baudenkmäler
- reformierte (calvinistische) Toleranzkirche im klassizistischen Stil aus dem Jahr 1786[6]
- denkmalgeschützte Gebäude im regionaltypischen Baustil (Häuser Nr. 28, 29, 31, 32, 34, 94)

## Verkehr
Durch Pavlovce verläuft die Straße 2. Ordnung 531 vom Rimavská Sobota her, die unmittelbar südlich des bebauten Ortsgebiets an der Straße 2. Ordnung 571 (Fiľakovo–Jesenské–Kráľ) endet. Die im Ort abzweigende Straße 3. Ordnung 2771 führt Richtung Belín und Sútor.
Die Bahnstrecke Jesenské–Tisovec passiert westlich am Ort vorbei, mit der nächsten Haltestelle Rimavské Janovce obec sowie den nächsten Bahnhöfen Jesenské und Rimavská Sobota.